# Shawn Milne
Shawn Milne (* 9. November 1981 in Gloucester) ist ein US-amerikanischer Radrennfahrer.
Bei den nationalen Radsportmeisterschaften wurde Shawn Milne 2002 Siebter im U23-Rennen und Sechster bei den Profis. In diesem und dem folgenden Jahr startete er für die US-amerikanische Nationalmannschaft im U23-Rennen der Straßen-Radweltmeisterschaften. 2007 gewann er die Gesamtwertung der Tour of Taiwan. In den folgenden Jahren bestritt er hauptsächlich Rennen im Cyclocrossbereich. 2013 beendete er seine Radsportlaufbahn.

## Erfolge - Straße
2006
- Univest Grand Prix

2007
- Gesamtwertung Tour de Taiwan

2008
- eine Etappe Tour de Taiwan

2009
- U.S. Air Force Cycling Classic

## Erfolge - Cyclocross
2012/2013
- NEPCX - NBX Grand Prix of Cross - Day 1, Warwick
- NEPCX - NBX Grand Prix of Cross - Day 2, Warwick

2013/2014
- NEPCX-The Cycle-Smart International 2, Northampton
- NEPCX - NBX Grand Prix of Cross - Day 2, Warwick

## Teams
- 2004 Fiordifrutta
- 2005 Fiordifrutta
- 2006 Navigators Insurance
- 2007 Health Net-Maxxis
- 2008 Team Type 1
- 2009 Team Type 1
- 2010 Team Type 1
- 2011 Kenda-5-Hour Energy Cycling Team
- 2012 Kenda-5-Hour Energy Cycling Team / Cannondale-Cyclocrossworld.com
- 2013 Kenda-5-Hour Energy Cycling Team / Cannondale-Cyclocrossworld.com